# August Brunetti-Pisano
August Brunetti-Pisano (* 24. Oktober 1870 in St. Gilgen; † 1. September 1943 in Salzburg) war ein österreichischer Komponist.
Als Klavierlehrer der Familie Trakl unterrichtete er Georg Trakl und dessen Geschwister. Er war lange Zeit der Präsident der Kunstgesellschaft Pan in Salzburg. 1926 wurde eine Brunetti-Gesellschaft in Wien gegründet.
Als Spätromantiker in einer Zeit des Umbruchs, während neue Musikstile wie Impressionismus, Expressionismus, Atonalität und Zwölftonmusik aufkamen, blieb er zeitlebens erfolglos und fiel der Vergessenheit anheim. Seit 2005 wird er aber wiederentdeckt.

## Werke
- „Präludium“ für „Die versunkene Glocke“ von Gerhart Hauptmann (1897)
- „Venezianische Symphonie“ (1904, erhielt den Österreichischen Staatspreis)
- „Peter Schlemihl“ (Oper nach dem Märchen „Peter Schlemihls wundersame Geschichte“ von Adelbert von Chamisso, wurde 1908 in Ludwigsburg aufgeführt)
- „Das klagende Lied“ (1908, Oper nach dem Märchen „Der singende Knochen“)
- „Liebesopfer“ (Oper)
- „Djenaneh“ (Oper)